# Dile que la quiero
«Dile que la quiero» fue el primer sencillo del primer disco de David Civera, Dile que la quiero. El sencillo fue lanzado en abril de 2001, mientras que el álbum se puso a la venta oficialmente a principios de abril del mismo año. La canción representó a España en el Festival de la Canción de Eurovisión 2001 celebrado en el Parken Stadium de Copenhague (Dinamarca).
Fue el primer éxito del cantante turolense, siendo número #1 en Los 40 Principales y #2 en la lista española de sencillos. En el Festival de Eurovisión consiguió el sexto puesto con 76 puntos, la mejor posición de TVE entre 1998 y 2021 en el certamen. Gracias al éxito de «Dile que la quiero», el festival tuvo en España una cuota de pantalla del 45,75 % y 5,6 millones de espectadores de media

## Listas

### Semanales
| País   | Lista                             | Primera semana      | Posición de ingreso | Mejor posición | Semanas en la mejor posición | Semanas en la lista | Última semana       | Ref.  |
| ------ | --------------------------------- | ------------------- | ------------------- | -------------- | ---------------------------- | ------------------- | ------------------- | ----- |
| España | Top 20 Canciones (Ventas Físicas) | 28 de abril de 2001 | 11                  | 2              | 1                            | 9                   | 30 de junio de 2001 | [ 2 ] |